# مانفرد باخشیان
مانفرد شاهنی باخشیان (ارمنی: Մանֆրեդ Շահենի Բախշյան؛ زادهٔ ۲۸ فوریهٔ ۱۹۴۹) یک  سیاستمدار اهل ارمنستان است که از تاریخ ۱۹۹۰ تا تاریخ ۱۹۹۵ سمت نمایندگی دوره اول شورای عالی جمهوری ارمنستان را برعهده داشت.

## زندگی‌نامه
در ۲۸ فوریهٔ ۱۹۴۹ در ارمنستان به دنیا آمد . 